# Кумба Ндоффене Фамак Діуф
Кумба Ндоффене Фамак Діуф (бо. 1810 — 23 серпня 1871) — маад-а-сініг (володар) держави Сіне в 1853—1871 роках.

## Життєпис
Походив з династії Діуф. Син маад-суки (принца) Ндели Діуфа та лінгере (принцеси) Гнілане Діогой Діуф. Народився близько 1810 року. Про молоді роки обмаль відомостей. 1853 року після смерті Ама Діуф Гнілане Файє обирається новим маад-а-сінігом.
З самого початку стикнувся з зовнішніми загрозами французької Сенегальської компанії та марабутів й суфіїв, що намагалися ісламізувати регіон. Сам маад-а-сініг був вірним традиційним віруванням на основі анімізму.
Спочатку намагався обмежити втручання французів в справи держави, тому позбавив власної підтримки католицьких місіонерів, а потім намагався зменшити проникнення французьких купців. 1856 року заборонив будівництво каплиці в Нгасобілі, що спричинило конфлікт з місіонерами. 1859 року суперечності переросли у війну. 13 травня того ж року маад-а-сініг у битві біля Джиласі завдав французам поразки. Але вже 18 травня французькі канонерки бомбардували Фатік. Того ж дня у битві біля Лагондене маад-а-сініг зазнав поразки. Внаслідок цього мусив укласти угоду, за якою встановлювалася свобода для французьких купців, що отримували монополію на зовнішню торгівлю, надавалося французам право купувати землю та зводити будівлі, експортне мито для в французьким комерсантів встановлювалося у розмірі 3 %, впроваджувався принцип екстериторіальності для французьких підданих.
1860 року Кумба Ндоффене Фамак Діуф вирішив пом'якшити цю угоду, застосовуючи дипломатичні заходи. Проте марно. У відповідь маад-а-сініг впровадив заборону на торгівлю худобою з французами, розраховуючи, що колонія Дакар опиниться на межі голоду. У відповідь французи захопили важливу провінцію Джаол. У 1863—1864 роках Кумба Ндоффене Фамак Діуф наказав знищити всі посіви арахісу в своїй державі. Натомість французькі колоністи стали більше висаджувати арахіс у державі Кайор.
Водночас озброєний британцями та підтриманий французами до Сіне вдерся Маба Діаху Ба, голова марабутів. Він бажав ісламізувати населення Сіне. Але у вирішальній битві біля Фандоне-Тіутіуне Кумба Ндоффене Фамак Діуф здобув блискучу перемогу. Це суттєво підняло його престиж.
За цим став готуватися до військової кампанії з вигнання французів зі своїх володінь. Але під час походу до Джоаля в серпні 1871 року зазнав поразки й загинув. В результаті французам вдалося посадити на трон Сіне залежного від себе маад-а-сініга Сану Мон Фая.